# Jean-Joseph Gauthier
Pour les articles homonymes, voir Jean Gauthier, Joseph Gauthier (homonymie) et Gauthier.
Jean-Joseph Gauthier, né le 30 avril 1765 à Septmoncel dans le Jura et mort le 26 novembre 1815 à Ruffey-sur-Seille, dans le même département, est un général français de la Révolution et de l’Empire.

## Biographie

### Du volontaire au colonel
Il entre en service le 15 août 1791 comme volontaire dans le 7e bataillon de volontaires du Jura. Il est nommé sergent-major le 24 novembre 1791 et fait la campagne de 1792 à l’armée du Rhin, où il passe adjudant sous-officier le 7 septembre suivant. Il se distingue à la bataille de Hondschoote le 8 septembre 1793 ainsi qu’à la levée du siège de Maubeuge le 16 octobre 1793.
Il passe lieutenant le 11 mai 1794 à l’armée du Nord et participe à la guerre en Vendée. Le 2 août 1794, il devient aide de camp de son ami et compatriote le général Lecourbe avec lequel il fait toutes les campagnes de l’an III à l’an VIII aux armées de Sambre-et-Meuse, du Rhin et d’Helvétie. Il est nommé capitaine aide de camp, et le 13 mars 1799, il rassemble une vingtaine de soldats de différents corps et attaque à leur tête une colonne autrichienne de 800 hommes auxquels il fait mettre bas les armes. Le 5 germinal suivant, il charge l’ennemi à la tête des grenadiers et le met dans la déroute la plus complète. Sa conduite dans cette affaire lui mérite le grade de chef de bataillon sur le champ de bataille et une lettre de félicitations du Directoire. 
Le 4 décembre 1799, Gauthier est nommé chef de brigade, et le 20 février 1800, il prend le commandement de la 37e demi-brigade d'infanterie de ligne. Il participe à la campagne de l’an IX à l’armée du Rhin et passe à l’armée de l'Ouest en l’an X. Il est ensuite affecté à Vannes en l’an XI avant d'être employé au camp de Brest pendant l’an XII et l’an XIII. Il passe colonel le 14 novembre 1803, chevalier de la Légion d’honneur le 11 décembre 1803, officier de l’ordre le 14 juin 1804 et membre du collège électoral du département du Jura.
Il est inhumé à Ruffey-sur-Seille.

### Général de l'Empire
De 1805 à 1806, Gauthier est affecté à l’armée d'Italie puis rejoint la Grande Armée en 1807. En 1809, il est en Allemagne avec la 3e division du 4e corps d’armée, et sa brillante conduite à Essling lui vaut d'être nommé baron de l’Empire le 19 décembre 1809 avec une dotation de 4 000 francs de rente. Il est promu général de brigade le 6 août 1811 et sert en cette qualité dans les provinces illyriennes. Pendant la troisième campagne de Dalmatie, il défend la forteresse de Cattaro contre les Anglo-Monténégrins ; obligé de se rendre le 3 janvier 1814, il est renvoyé en France à la faveur d'un échange de prisonniers.
De retour en France en février 1814, il est envoyé à l’armée de Lyon au mois de mars suivant. Lors de la Première Restauration, il prend le commandement du département de l’Ain, et le roi Louis XVIII le fait chevalier de Saint-Louis le 20 août 1814. En mars 1815, il accompagne l’Empereur à Paris. Au mois de mai, il est appelé au commandement de la 1re brigade de la 9e division du 2e corps de l’armée du Nord et fait avec ces troupes la campagne de Belgique. Le général Gauthier est blessé d’un coup de biscaïen au bas ventre à la journée du 15 juin 1815 et est renvoyé dans ses foyers au licenciement du 2e corps le 31 août suivant. Il meurt à Ruffey-sur-Seille le 26 novembre 1815, des suites de sa blessure reçue lors de la dernière campagne.

## Sources
- (en) « Generals Who Served in the French Army during the Period 1789 - 1814: Eberle to Exelmans »
- Thierry Pouliquen, « Les généraux français et étrangers ayant servis [sic] dans la Grande Armée » (consulté le 8 décembre 2013)
- A. Lievyns, Jean-Maurice Verdot et Pierre Bégat, Fastes de la Légion-d'honneur, biographie de tous les décorés accompagnée de l'histoire législative et réglementaire de l'ordre, tome 3, Bureau de l’administration, 1847, 529 p. (lire en ligne), p. 175.